# Milorad Pavić (entrenador)
Milorad Pavić (Милорад Павић / Prounciado: /'mîlɔ̝raːd 'pǎːv̞it͡ɕ'), nacido el 21 de noviembre de 1921 en Valjevo y fallecido en la misma ciudad el 16 de agosto de 2005, fue un futbolista y entrenador de fútbol yugoslavo.

## Trayectoria
Gran parte de su carrera deportiva la desenvolvió en el Estrella Roja de Belgrado, trabajando primero con las categorías inferiores entre los años 1952 y 1957, pasando posteriormente al primer equipo. Bajo su dirección el equipo ganó la liga en las temporadas 1958-59, 1959-60 y 1963-64 y la copa en los años 1958, 1959 y 1964. Combinó esta labor con la de seleccionador nacional de Yugoslavia en el año 1958.
Entre los años 1966 y 1972 recaló en el fútbol Belga, entrenando primero al Standard de Lieja, con el que gana la copa en 1966 y 1967, y al Club Brujas repitiendo el triunfo en la copa en los años 1968 y 1970.
En la temporada 1972-73 ficha por el Athletic Club, en donde militaría dos temporadas y consigue ganar la Copa del Generalísimo y queda quinto en la Liga.
En el año 1974 dirige al Sport Lisboa e Benfica con el que gana la liga portuguesa.
Tras su experiencia en Portugal, regresa a la liga española para ascender al Club Deportivo Málaga a Primera División, pero es destituido en la temporada siguiente por los malos resultados.
Después de grises experiencias en Yugoslavia y Portugal al frente de la Vojvodina Novi Sad y del Sporting de Lisboa, en el año 1980 ficha por el Real Club Celta de Vigo, por aquel entonces en Segunda División B.
El primer año de Pavić en Vigo el Celta se proclamó campeón de la Segunda División B ascendiendo rápidamente, al año siguiente repitió la buena actuación en la Segunda División consiguiendo el ascenso a la máxima categoría a falta de tres partidos para el final de la temporada.
Ya en Primera División una serie de problemas económicos y deportivos hicieron que el Celta volviese a descender al año siguiente, lo que hizo que tras tres temporadas en el Celta el entrenador balcánico dejase el club y fichase en 1983 por el Real Club Deportivo Español, equipo en el que estuvo hasta el año siguiente.
Milorad Pavić falleció en agosto del año 2005.

## Palmarés
- Primera Liga de Yugoslavia con el Estrella Roja de Belgrado: 58-59, 59-60 y 63-64.
- Copa de Yugoslavia con el Estrella Roja de Belgrado: 1958, 1959 y 1964.
- Copa de Bélgica con el Standard de Lieja: 1966 y 1967.
- Copa de Bélgica con el Club Brujas: 1968 y 1970.
- Copa del Generalísimo con el Athletic Club: 1973.
- Primeira Liga con el Sport Lisboa e Benfica: 1974-75.